# Соединения костей
Скелет человека состоит из отдельных костей, которые соединены между собой (все, кроме одной - подъязычной кости). Способ соединения костей зависит от их функций. Соединения костей могут быть неподвижными, малоподвижными и свободноподвижными. В неподвижных, как следует из их названия, кости не могут смещаться по отношению друг к другу. Примером таких соединений служат швы, скрепляющие кости черепа. Зубчатые края черепных костей, напоминающие зубья пилы, входят друг в друга, образуя прочный замок. У новорождённых кости черепа разделены родничками — мягкими участками, затянутыми кожей. Благодаря родничкам головка младенца, проходящего по родовым путям, сжимается, не повреждая мозг. Приблизительно к году роднички зарастают.
Подвижные соединения костей называются суставами. В малоподвижных суставах между соседними костями возможно лишь небольшое смещение. Так, например, соединены между собой позвонки. Их разделяют межпозвонковые хрящи, или диски, обеспечивающие некоторое смещение. Все вместе они придают позвоночнику удивительную гибкость, позволяющую нам наклоняться вперёд, назад и в стороны.

## Непрерывные соединения (синартозы)
- Фиброзные (синдесмоз): связаны соединительной тканью. Более представлены у животных, у человека — ligamentum sacroiliacum interosseum.
- Хрящевые (синхондроз): межпозвонковые диски.
- Костные (синостоз): кость полностью срослась (таз, крестец).

## Хрящевые соединения
Также называются межпозвоночными суставами, сагитальными распилами.
- Тело позвонка.(corpus vertebrae)
- Задняя продольная связка(lig.longitudinale posterior).Функции:

1)Соединяет задние поверхности межпозвоночных дисков и тел позвонков.
2)Является передней стенкой позвоночного канала.
3)На уровне 3-го шейного позвонка переходит в покровную мембрану.
- Фиброзное кольцо.(anulus fibrosus)
- Студенистое ядро.(nucleus pulposus)
- Межпозвонковые диски, или синхондрозы позвоночного столба.(disci intervertebralis)/(synchondroses columnae vertebralis)
- Передняя продольная связка. Функции: Соединяет передние поверхности тел позвонков.

## Полуподвижное соединение (симфиз)
- Лобковый симфиз.
  - Фиброзно-хрящевая структура между лобковыми костями.

В верхней части содержит щелевидную полость.

## Прерывные —суставы(синовиальные)
В суставе выделяют:
- Основные элементы:
  - Суставные поверхности костей покрытые хрящом,
  - сама суставная капсула,
  - суставная полость внутри неё;
  - синовиальная жидкость.
- Добавочные образования:
  - диски, мениски
  - суставная губа
  - ворсинки.